# Abara vára
Abara vára (szlovákul: Oborínsky hrad) Abara község területén állt. A vár a 13.-15. század között épülhetett. Mára már csak alaprajza vehető ki nyomokban.

## Fekvése
Szlovákiában, Nagymihálytól 30 km-re délre, Tőketerebestől 26 km-re délkeletre, a Laborc jobb partja közelében állt.

## Története
Abara vára 1270-ben volt először említve, mikor egy itt található várról történt említés, ez azonban nem megbízható forrásból származik. Konkrét adatok csak a 15. századtól vannak Abara erősségéről. Először 1411-ből maradt fenn erre vonatkozó biztos adat. A 15. században az Ákos nemzetségből származó Upori család birtokában állt. A vár ura 1470-ben az Upori család talán legnevezetesebb tagja, Upori László volt, aki 1461-ben alkapitányként Szapolyai István Felső-Magyarországi főkapitány mellett szolgált. Az 1471-es országgyűlés XXIX. számú törvénycikke – ismeretlen okból – elrendelte a vár (castellum Abara) lerombolását, melyet valószínűleg végre is hajtottak, mivel Abara vára okleveleinkben többé nem fordult elő.
A várból még jelentős falmaradványokat lehetett látni a 20. század elején is. A helybéliek elmondása szerint alapfalai még az 1940-es években is jól látszottak. Bár romjai napjainkra már nincsenek meg, alaprajza a helyszínen még világosan kirajzolódik.

## Leírása
Abara vára a Laborc szintjétől kissé emelkedettebb helyen, kb. 25 x 25 méteres, négyzet alakú területen állt, melyet kettős árok vett körbe.
Az 1 m mély és 6 m széles belső árok igen jól látható a vár keleti, déli és nyugati oldalán. A külső árok csak a keleti oldalon maradt meg, szélessége kb. 8 m, mélysége 1 m. Az árkokkal védett terület közepén egy kb. 10-12 m átmérőjű, kör alakú, sekély mélyedés található, mely valószínűleg a központi építmény helye lehetett.
Abara váráról a 19. század második feléből fennmaradt utalások:
- Várszög' – a szomszéd nagy ráskai és abarai határok közt, a Laborc jobb partján egy régi, körül sáncolt várkastély helye – mely várkastély a kihalt Ráskay családé volt.
- Kastélydomb – szintén a falu délnyugati oldalán egy régi kastély helye látható – hogy kié volt, nem ismert.